# Vlag van Duiven

Vlag van de gemeente Duiven

De vlag van Duiven werd op 25 juni 1954 vastgesteld als de gemeentelijke vlag van de Gelderse gemeente Duiven. De beschrijving van de vlag luidt als volgt:
Een vlag van twee gelijke horizontale banen (van boven naar beneden) WIT - BLAUW met in de linkerbovenhoek van de witte baan aan de stok- of broekzijde een rechthoek, waarvan de lengte en hoogte een derde gedeelte bedragen van de lengte en de hoogte van de gehele vlag en waarin twee gelijke horizontale banen (van boven naar beneden) GEEL – ROOD.
De kleuren van de vlag zijn afkomstig van het gemeentewapen.

## Verwante afbeelding

Wapen van Duiven

Aalten ·
Apeldoorn ·
Arnhem ·
Barneveld ·
Berg en Dal ·
Berkelland ·
Beuningen ·
Bronckhorst ·
Brummen ·
Buren ·
Culemborg ·
Doesburg ·
Doetinchem ·
Druten ·
Duiven ·
Ede ·
Elburg ·
Epe ·
Ermelo ·
Harderwijk ·
Hattem ·
Heerde ·
Heumen ·
Lingewaard ·
Lochem ·
Maasdriel ·
Montferland ·
Neder-Betuwe ·
Nijkerk ·
Nijmegen ·
Nunspeet ·
Oldebroek ·
Oost Gelre ·
Oude IJsselstreek ·
Overbetuwe ·
Putten ·
Renkum ·
Rheden ·
Rozendaal ·
Scherpenzeel ·
Tiel ·
Voorst ·
Wageningen ·
West Betuwe ·
West Maas en Waal ·
Westervoort ·
Wijchen ·
Winterswijk ·
Zaltbommel ·
Zevenaar ·
Zutphen